# Gennadij Michajlovič Strekalov
Gennadij Michajlovič Strekalov, in russo Геннадий Михайлович Стрекалов? (Mytišči, 26 ottobre 1940 – Mosca, 25 dicembre 2004), è stato un cosmonauta e ingegnere sovietico.
Ricevette il titolo di Eroe dell'Unione Sovietica (10 dicembre 1980 e 11 aprile 1984). Ha anche ricevuto l'Ashoka Chakra Award dall'India nel 1984.

## Primi anni
Strekalov nacque il 26 ottobre 1940 a Mytišči vicino a Mosca. Studiò all'N.E. Bauman Moscow Higher Technical School e nel 1965 ricevette il diploma di ingegnere.

## Gradi ed onorificenze
- Ordine di Lenin (3)
- Gold Star (2)
- Order of People's Friendship

## Missioni spaziali
Strekalov lavorò come ingegnere all'RSC Energia dopo il diploma ricevuto alla N. E. Bauman Moscow Higher Technical School. Venne coinvolto in esperimenti di tecnologia spaziale. Fece parte di un gruppo operativo e partecipò a varie missioni di controllo per la ricerca scientifica sui veicoli spaziali per l'Accademia russa delle scienze. Nel gennaio 1974, iniziò a partecipare a missioni spaziali Sojuz e, nel 1976, fece parte dell'equipaggio della missione Sojuz 22.
Dal 27 novembre al 10 dicembre 1980, portò a termine con successo la missione sperimentale Sojuz T-3 quale membro dell'equipaggio formato da L. D. Kizim, O. G. Malcarov e Strekalov.
Dal giugno 1981 all'aprile 1983, fece parte di una missione a lungo termine sulla stazione orbitante Saljut 7. Nel periodo tra il 20 e 22 aprile 1983, durante il viaggio di ritorno sul Sojuz T-8, fece parte dell'equipaggio composto da Vladimir G. Titov, Strekalov, e A. A. Screbrov.
Dal 3 aprile all'11 aprile 1984, partecipò ad una terza missione sulla stazione orbitante Saljut-7 per la ricerca scientifica con un equipaggio internazionale formato da sovietici ed indiani che includeva Ju. V. Malyšev, G. M. Strekalov, e l'indiano Rakesh Sharma.
Nel periodo dal 1º agosto al 10 dicembre 1990, completò una quarta missione, che aveva come obbiettivo il raggiungimento della stazione spaziale Sojuz TM-10, con un equipaggio formato da G. M. Manakov e G. M. Strekalov.
Dal 3 ottobre al 4 novembre 1994, fu l'ingegnere delle missioni Sojuz TM-21 / Mir EO-18 / STS-71.
Morì a Mosca di cancro il 25 dicembre 2004 all'età di sessantaquattro anni.